# Mytchett

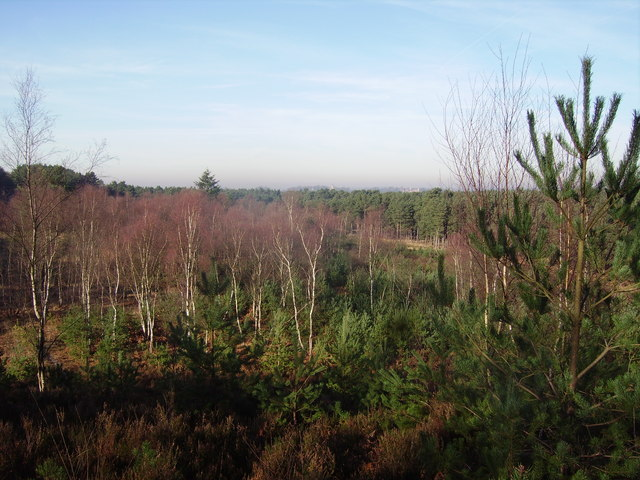
Bosques e charnecas perto de Mytchett. Fica perto do Centro de Visitantes do Canal de Basingstoke.

Mytchett é uma vila no condado de Surrey, a cerca de 35 milhas (aproximadamente 56 km) a sudoeste de Londres. 
Tem cerca de 3 km de extensão e é limitada a norte pela Linha Principal do Sudoeste (Western Main Line); a este pelo Canal Basingstoke; e a oeste pelo rio Blackwater. De acordo com os dados do censo de 2001, a região de Mytchett e Deepcut tinha uma população de 6.179 habitantes.
O centro tradicional da vila fica em Mytchett Crossroads onde foi construído um centro comunitário no final da década de 1980. As principais lojas situam-se a menos de 1 km a norte do centro, junto da via principal em direcção a Frimley Green e Frimley. 